# Czesława Lewandowska-Szymańska
Czesława Lewandowska-Szymańska (ur. 14 lutego 1923 w Toruniu, zm. 24 stycznia 2010) – polska działaczka społeczna.

## Życiorys
Edukację rozpoczęła w Toruniu, a kontynuowała w Korczewie nad Bugiem. Następnie uczyła się w gimnazjum w Drohiczynie. Aresztowana razem z ojcem, który był dowódcą AK na okręg siedlecki. 8 sierpnia 1944 transportem nr. 105 trafiła do obozu koncentracyjnego Ravensbrück, gdzie otrzymała numer 75919 i umieszczono ją w baraku numer 27. Po wyzwoleniu obozu powróciła do Polski i zamieszkała w Toruniu, gdzie 6 kwietnia 1946 poślubiła Klemensa Lewandowskiego. Przez wiele lat pracowała w ZBOWiD i była wiceprezesem Polskiego Związku Byłych Więźniów Politycznych Hitlerowskich Więzień i Obozów Koncentracyjnych w Toruniu.

## Odznaczenia
- Krzyż Kawalerski Orderu Odrodzenia Polski;
- Złoty Krzyż Zasługi;
- Krzyż Oświęcimski;
- Medal zasługi za pracę w Organizacji Więźniów Obozów Koncentracyjnych.